# Се Чженьє
Су Бінтянь (17 серпня 1993 , Шаосін, Чжецзян ) — китайський легкоатлет, що спеціалізується на спринті, бронзовий призер Олімпійських ігор 2020 року.

## Кар'єра
| Рік             | Змагання                        | Місце проведення           | Місце           | Дисципліна            | Результат       | Примітки        |
| Представник КНР | Представник КНР                 | Представник КНР            | Представник КНР | Представник КНР       | Представник КНР | Представник КНР |
| --------------- | ------------------------------- | -------------------------- | --------------- | --------------------- | --------------- | --------------- |
| 2012            | Чемпіонат світу серед юніорів   | Барселона, Іспанія         | 8               | біг на 100 метрів     | 10.49           |                 |
| 2012            | Чемпіонат світу серед юніорів   | Барселона, Іспанія         | 5               | біг на 200 метрів     | 20.66           |                 |
| 2012            | Олімпійські ігри                | Лондон, Велика Британія    | 6 (З.)          | біг на 200 метрів     | 20.69           |                 |
| 2013            | Чемпіонат Азії                  | Пуне, Індія                | 1               | біг на 200 метрів     | 20.87           |                 |
| 2013            | Чемпіонат Азії                  | Пуне, Індія                | 3               | естафета 4×100 метрів | 39.17           | SB              |
| 2013            | Чемпіонат світу                 | Москва, Росія              | 27              | біг на 200 метрів     | 20.74           |                 |
| 2014            | Світові легкоатлетичні естафети | Нассау, Багамські Острови  | 3               | естафета 4×100 метрів | 38.83           |                 |
| 2014            | Світові легкоатлетичні естафети | Нассау, Багамські Острови  | 7               | естафета 4×200 метрів | 1:25.83         |                 |
| 2014            | Азійські ігри                   | Інчхон, Південна Корея     | —               | біг на 200 метрів     | DSQ             |                 |
| 2014            | Азійські ігри                   | Інчхон, Південна Корея     | 1               | естафета 4×100 метрів | 37.99           | AR              |
| 2015            | Світові легкоатлетичні естафети | Нассау, Багамські Острови  | 21              | естафета 4×100 метрів | 57.98           |                 |
| 2015            | Світові легкоатлетичні естафети | Нассау, Багамські Острови  | —               | естафета 4×200 метрів | DSQ             |                 |
| 2015            | Чемпіонат Азії                  | Ухань, Китай               | 4               | біг на 100 метрів     | 10.25           |                 |
| 2015            | Чемпіонат світу                 | Пекін, Китай               | —               | біг на 200 метрів     | DSQ             |                 |
| 2015            | Чемпіонат світу                 | Пекін, Китай               | 2               | естафета 4×100 метрів | 38.01           |                 |
| 2016            | Чемпіонат світу в приміщенні    | Портленд, США              | 4               | біг на 60 метрів      | 6.53            |                 |
| 2016            | Олімпійські ігри                | Ріо-де-Жанейро, Бразилія   | 16 (пф.)        | біг на 100 метрів     | 10.11           |                 |
| 2016            | Олімпійські ігри                | Ріо-де-Жанейро, Бразилія   | 4               | естафета 4×100 метрів | 37.90           |                 |
| 2017            | Світові легкоатлетичні естафети | Нассау, Багамські Острови  | 3               | естафета 4×100 метрів | 39.22           |                 |
| 2017            | Чемпіонат світу                 | Лондон, Велика Британія    | 20              | біг на 100 метрів     | 10.28           |                 |
| 2017            | Чемпіонат світу                 | Лондон, Велика Британія    | 4               | естафета 4×100 метрів | 38.34           |                 |
| 2018            | Чемпіонат світу в приміщенні    | Бірмінгем, Велика Британія | 4               | біг на 60 метрів      | 6.52            |                 |
| 2019            | Чемпіонат Азії                  | Доха, Катар                | 1               | біг на 200 метрів     | 20.33           |                 |
| 2019            | Чемпіонат Азії                  | Доха, Катар                | —               | естафета 4×100 метрів | DSQ             |                 |
| 2019            | Світові легкоатлетичні естафети | Йокогама, Японія           | 4               | естафета 4×100 метрів | 38.16           | SB              |
| 2019            | Чемпіонат світу                 | Доха, Катар                | 13              | біг на 100 метрів     | 10.23           |                 |
| 2019            | Чемпіонат світу                 | Доха, Катар                | 7               | біг на 200 метрів     | 20.14           |                 |
| 2019            | Чемпіонат світу                 | Доха, Катар                | 4 (з.)          | естафета 4×100 метрів | 37.79           |                 |
| 2021            | Олімпійські ігри                | Токіо, Японія              | 25              | біг на 100 метрів     | 10.16           |                 |
| 2021            | Олімпійські ігри                | Токіо, Японія              | 18              | біг на 200 метрів     | 20.45           |                 |
| 2021            | Олімпійські ігри                | Токіо, Японія              | 3               | естафета 4×100 метрів | 37.79           | NR              |